# Gare de Koivukylä
La gare de Koivukylä (en finnois : Koivukylän rautatieasema, en suédois : Björkby järnvägsstation) est une gare ferroviaire du transport ferroviaire de la banlieue d'Helsinki située dans le quartier de Havukoski à Vantaa en Finlande.

## Situation ferroviaire
La gare de Leinelä est entre la gare de l'aéroport d'Helsinki-Vantaa et la gare d'Hiekkaharju, à environ cinq kilomètres au nord-est de la gare de l'aéroport d'Helsinki-Vantaa.

## Service des voyageurs
La gare de Leinelä est desservie par les trains de banlieue K et T.
La gare est desservie par les lignes de bus 574, 587, 623, 624, 625, 631, 633N, 724N, 736, 736A.